# 4 Makkabeeën
Het vierde boek Makkabeeën is een in het Grieks geschreven joods geschrift uit de Oudheid. In het jodendom en de katholieke en protestantse kerken werd het nooit als geïnspireerd of als "deuterocanoniek" aanvaard. Men noemt het in katholieke kringen meestal een "apocrief" boek van het Oude Testament, of in protestantse omgeving een "pseudepigraaf". Gewoonlijk wordt het niet meegedrukt in Bijbeluitgaven. In sommige orthodoxe kerken staat het als toevoeging bij het Oude Testament.

## Stijl en auteur
Anders dan het eerste, tweede en derde boek "Makkabeeën", heeft dit boek niet de vorm van een historisch verslag. Het is een filosofische afhandeling over de kracht van de geest over de begeerten.
Het boek is geschreven in een vloeiend, zelfs gekunsteld Grieks, maar iets minder gekunsteld dan het derde boek Makkabeeën. Men gaat er gewoonlijk van uit dat de auteur een Alexandrijnse Jood was. Volgens een traditie die teruggaat op Eusebius en Hiëronymus werd het toegeschreven aan Josephus, maar zijn schrijfstijl is anders. Een aantal Bijbelgeleerden zien het als een toespraak, die ofwel met Chanoeka gehouden werd, of die bedoeld was om te worden gelezen.
Het werk wordt gewoonlijk gedateerd "gedurende de eeuw voor de verwoesting van de tempel te Jeruzalem".

## Inhoud
In het eerste deel wordt de filosofische stelling uitgelegd dat het verstand sterker is dan de begeerten, in het tweede deel wordt deze stelling verder uitgewerkt en worden voorbeelden gegeven van Jozef, Mozes, Jakob, Daniël en David, en ten slotte uit de verslagen van het tweede boek Makkabeeën (hoofdstuk 6 en 7) over de vervolging door Antiochus IV Epifanes. Vooral het martelaarschap van Eleazar en van de zeven broers en hun moeder wordt tot voorbeeld verheven. Wegens deze verwijzingen naar 2 Makkabeeën wordt ook dit geschrift bij de boeken der "Makkabeeën" gesorteerd.
In vers 9 van het inleidende deel wordt over Eleazar en de zeven broers gezegd: "Want al diegenen die tot de dood pijnen ondergingen, toonden hierdoor aan, dat de rede de controle heeft over de passies." Op die manier spoorde het boek aan om trouw te zijn aan de joodse Wet.
Hoewel het voorbeelden gebruikt uit de joodse geschiedenis, is het in zijn geheel sterk beïnvloed door de populaire Griekse filosofie, vooral door de Stoa. Het volgt een klassieke retorische structuur.
Het boek wordt weliswaar beschouwd als Joodse literatuur, maar men verwijst er ook naar als het beste voorbeeld van syncretisme tussen het Joodse en Hellenistische denken.